# Plac Żwirki i Wigury w Bielsku-Białej
Plac Franciszka Żwirki i Stanisława Wigury – plac położony w śródmieściu Bielska-Białej, na historycznym Żywieckim Przedmieściu (w administracyjnej dzielnicy Śródmieście Bielsko), u zbiegu ulic Zamkowej, Partyzantów, Sukienniczej, Przekop i Władysława Sikorskiego. W swojej pierwotnej formie wytyczony został na przełomie XIX i XX wieku, obecny kształt uzyskał w 1974 roku po wyburzeniu zabudowy w północno-wschodniej części pierwotnego placu i wschodniej pierzei ulicy Zamkowej. Stara część placu pełni obecnie funkcję parkingu, nowa stanowi skwer z pomnikiem Franciszka Żwirki i Stanisława Wigury. W osi północ–południe plac przecina czteropasmowa ulica Partyzantów, znajduje się tu przystanek autobusowy obsługiwany przez czternaście linii MZK Bielsko-Biała. Większość zachowanej zabudowy stanowią kamienice czynszowe z przełomu XIX i XX wieku, znajduje się tu również muzeum Stara Fabryka (dawne Muzeum Techniki i Włókiennictwa).

## Historia

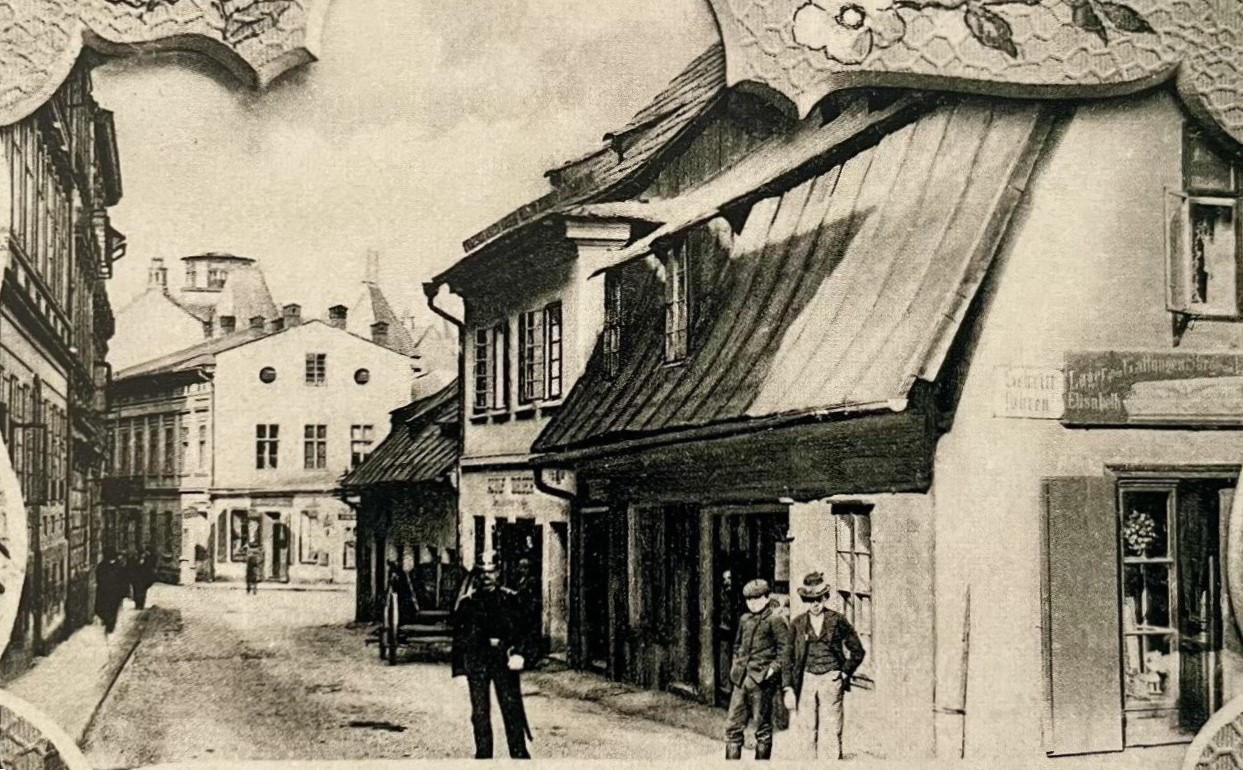
Zabudowa Hirsewinkel w miejscu dzisiejszego placu na pocztówce z końca XIX wieku

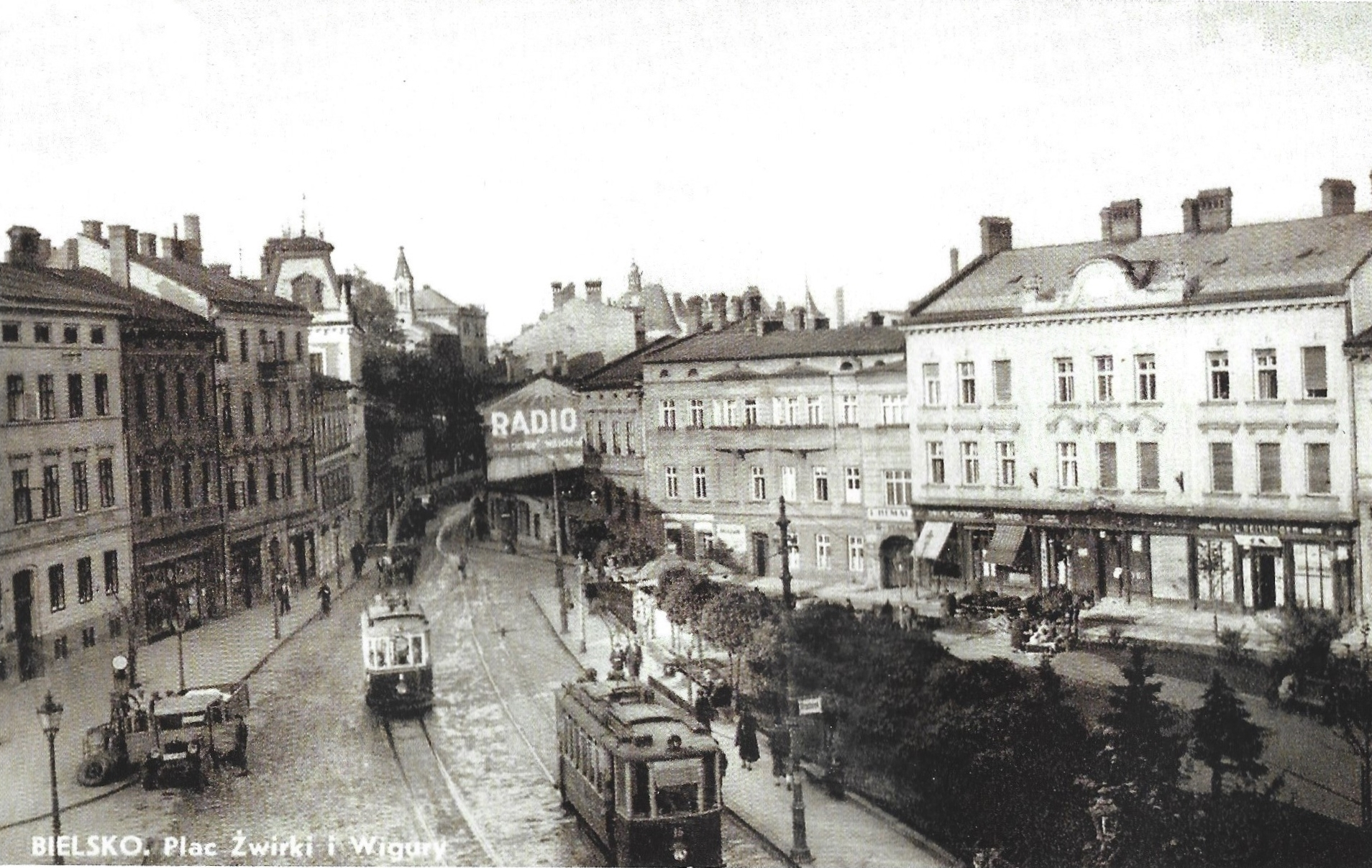
Plac Żwirki i Wigury w okresie międzywojennym

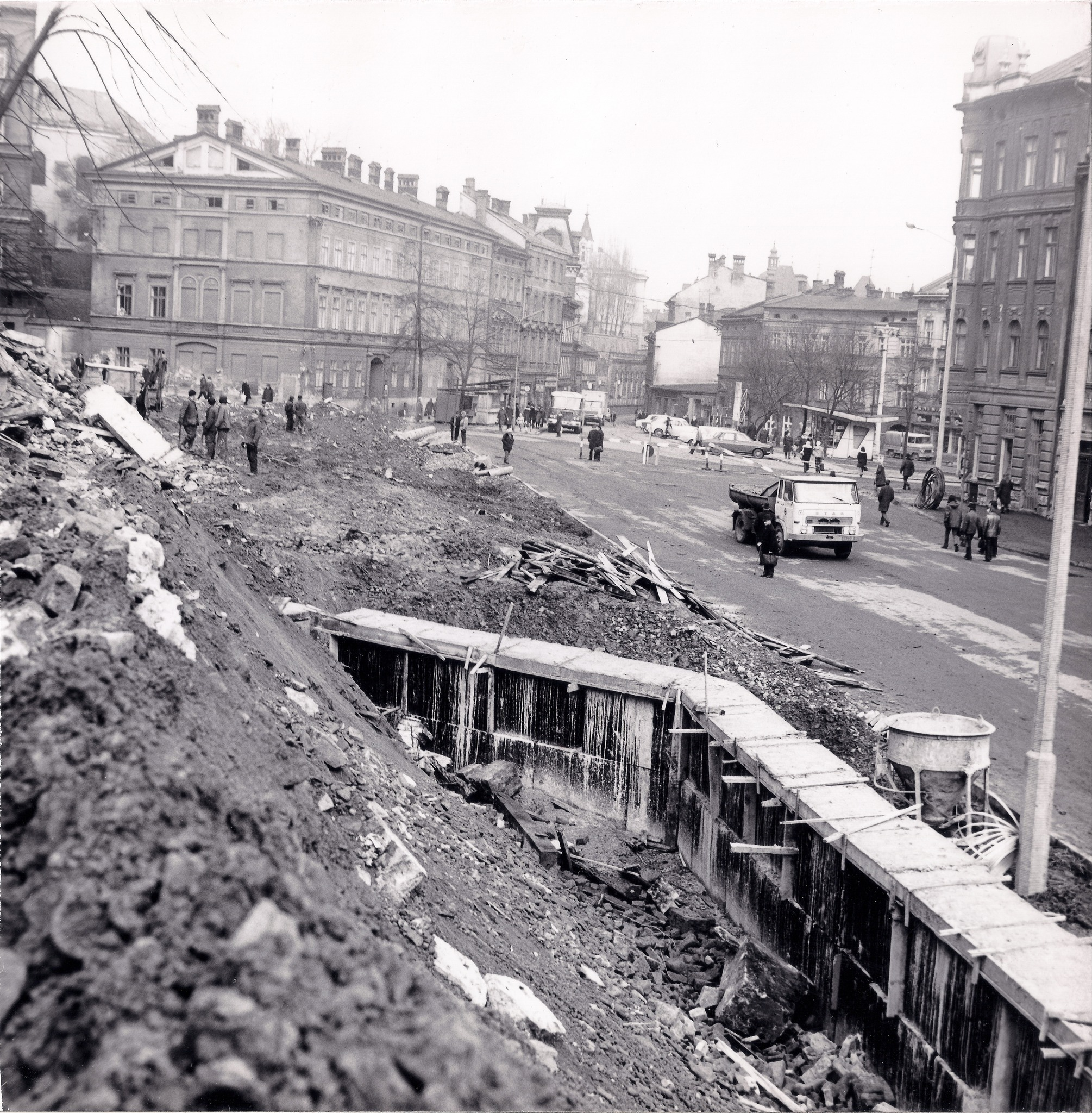
Wyburzenia w rejonie placu w 1973, w głębi widoczny jeszcze pierwotny układ zabudowy od strony ulicy Zamkowej

Obszar, na którym rozciąga się obecny plac, był do schyłku XIX wieku gęsto zabudowany. Trójkąt tworzony ulicami Graben (dziś Przekop), Schlossgraben (dziś Zamkowa) i Mänhardtgasse (dziś Sukiennicza) nazywany był Hirsewinkel (Kąt Hirsego), przepływała tędy odkryta Młynówka (Mühlgraben). Wyburzenia starej zabudowy połączone z przykryciem cieku wodnego rozpoczęły się w 1896 i były kontynuowane do 1908. Powstał w ten sposób nowy plac miejski nazwany na cześć miejscowego fabrykanta i wieloletniego radnego miejskiego Gustava Josephy’ego. Wykorzystywany był m.in. jako targ wyrobów drewnianych.
Po przyłączeniu miasta do Polski po I wojnie światowej plac przemianowano na Plac Wyzwolenia. Kolejna zmiana nazwy nastąpiła w 1933, gdy upamiętniono w ten sposób tragicznie zmarłych rok wcześniej lotników Franciszka Żwirkę i Stanisława Wigurę. W 1939 administracja niemiecka dokonała zmiany nazwy na Goetheplatz, w 1945 powrócono do nazwy przedwojennej. W latach 20. XX wieku plac został zakomponowany na nowo z wykorzystaniem koncepcji berlińskiego urbanisty Hermanna Jansena, centralną część przekształcono w skwer. Równocześnie dokonano przełożenia linii tramwajowej z ulicy Pastornak (dziś 1 Maja) na Zamkową i Blichową (dziś Partyzantów). Na placu powstał nowy przystanek tramwajowy. Linię tramwajową zlikwidowano w 1971.

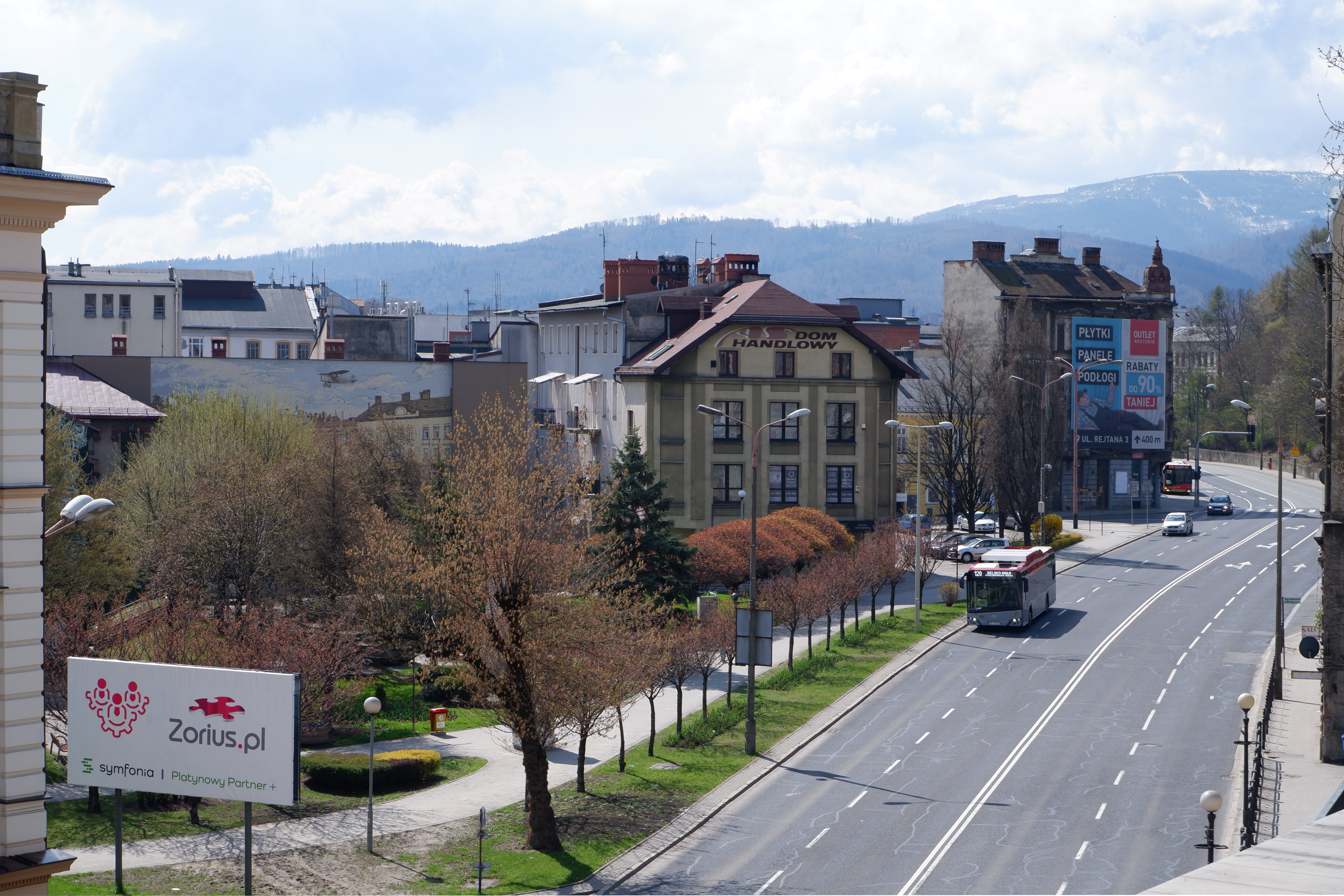
Nowa część placu i czteropasmowa droga przelotowa

Wielkim przekształceniom plac uległ w latach 1973–1974, gdy za prezydentury Antoniego Kobieli przebudowano układ komunikacyjny śródmieścia, przecinając je w osi północ–południe przelotową czteropasmową drogą. Wiązało się to z wyburzeniami Bazarów Zamkowych, a także wielu kamienic przy ulicy Partyzantów i Zamkowej oraz północno-wschodniego i południowo-zachodniego narożnika placu Żwirki i Wigury. Pomiędzy pierwotnym placem, gmachem poczty, tyłami zabudowy ulicy 1 Maja oraz fabryką wchodzącą w skład Zakładów Przemysłu Wełnianego „Bewelana” powstał rozległy skwer, który wlicza się dziś również do placu Żwirki i Wigury. Pośrodku umieszczony został pomnik patronów w formie uproszczonego orła.

## Zabudowa
- nr 1 – budynek wzniesiony po 1868 dla Gustava Juliusa Förstera, pierwotnie łączący funkcję mieszkalną i produkcyjną (tkalnia); w latach 80. XIX wieku przekształcona na cele wyłącznie mieszkalne[7]
- nr 4 – kamienica Heinricha Rübnera z końca XIX wieku o skromnym detalu neorenesansowym, podwyższona o trzecie piętro w okresie międzywojennej[8]; na parterze znajduje się salon optyczny Piotra Kulki z tradycjami sięgającymi dwudziestolecia międzywojennego i zakład fotograficzny Leszka Krasnodębskiego założony w 1945
- nr 9 – neobarokowa kamienica Edmunda Schimanka z 1909[9]
- nr 12 – narożna secesyjno-neobarokowa kamienica Büttnera z 1905[9]
- Zamkowa 8 (faktycznie część pierzei zachodniej placu) – kamienica w stylu neorenesansu francuskiego wzniesiona w 1897 dla restauratora Karla Mikscha zwanego Allegri[10]; z tyłów kamienicy wybiega ulica Schodowa mająca formę stromych schodów prowadzących na Stare Miasto
- Sukiennicza 8-10 / Przekop 1 (południowo-wschodni narożnik placu) – dawna farbiarnia Franza Geyera, hala przylegająca do narożnika placu powstała w 1883; po 1945 część Zakładów Przemysłu Włókienniczego „Bewelana”, w latach 90. XX wieku obiekt przekształcono na cele handlowo-usługowe[11]
- Stara Fabryka – dawna fabryka Karl Büttner's Söhne założona w 1887 na bazie starszego zakładu, hala przylegająca obecnie do placu powstała w dwóch etapach w latach 1900–1907; po 1945 część Zakładów Przemysłu Wełnianego „Bewelana”, w latach 80. XX wieku przekazana na siedzibę Muzeum Techniki i Włókiennictwa, od 2013 pod obecną nazwą[12]

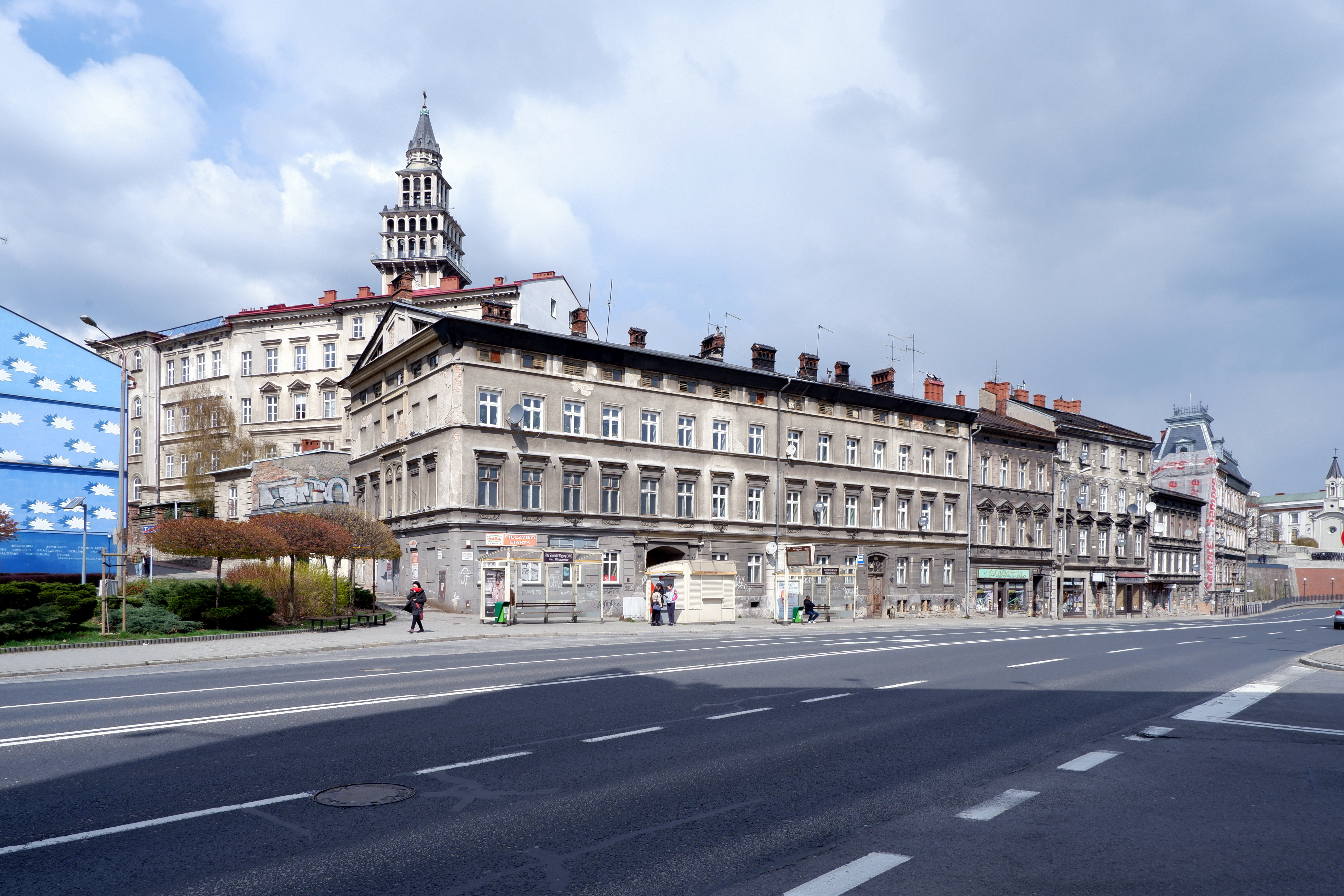
Pierzeja zachodnia, na pierwszym planie kamienica nr 1
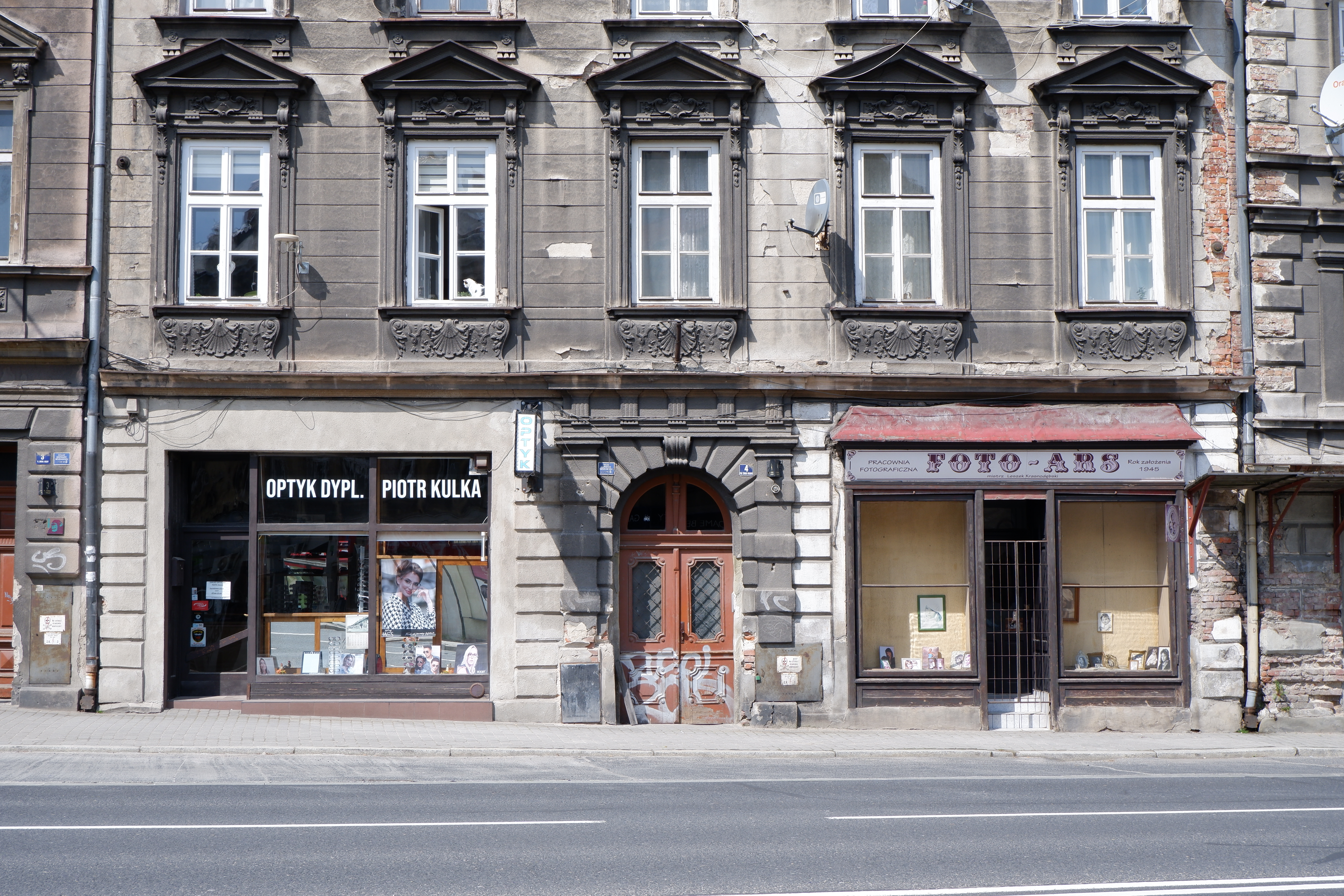
Kamienica nr 4 z salonem optycznym Kulki i zakładem fotograficznym Krasnodębskiego
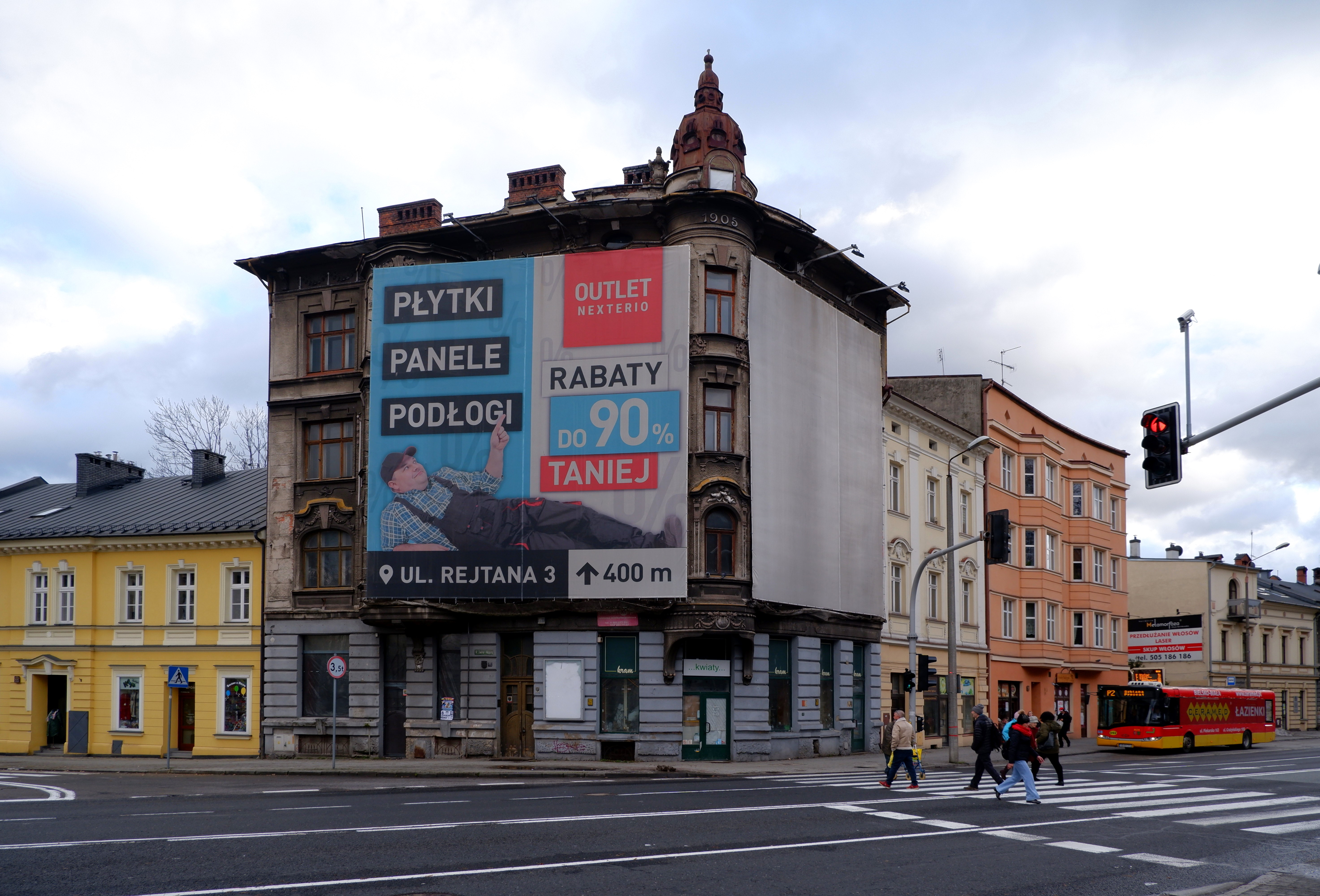
Kamienica Büttnera – opuszczona i zakryta reklamą wielkoformatową
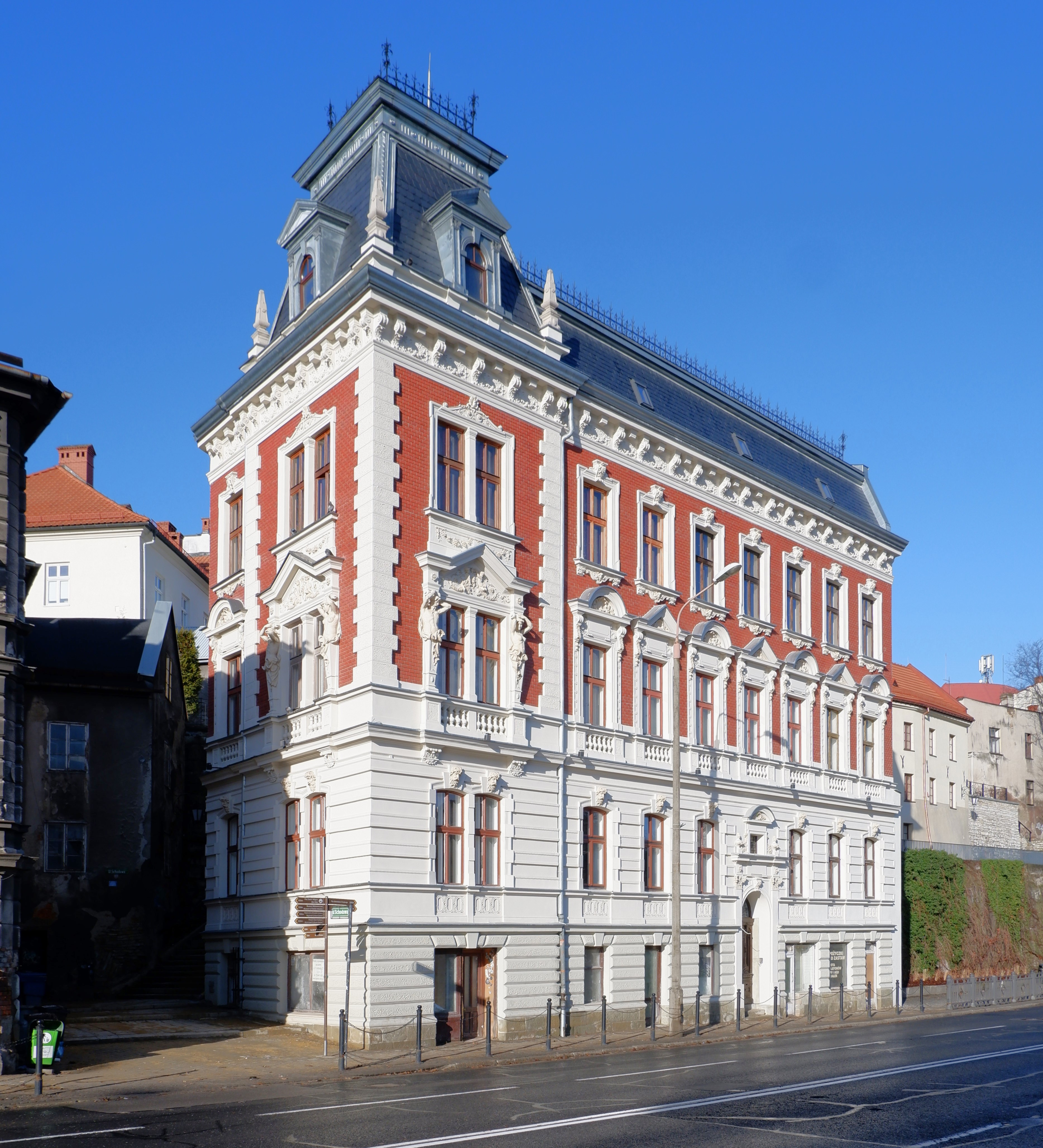
Kamienica Karla Mikscha
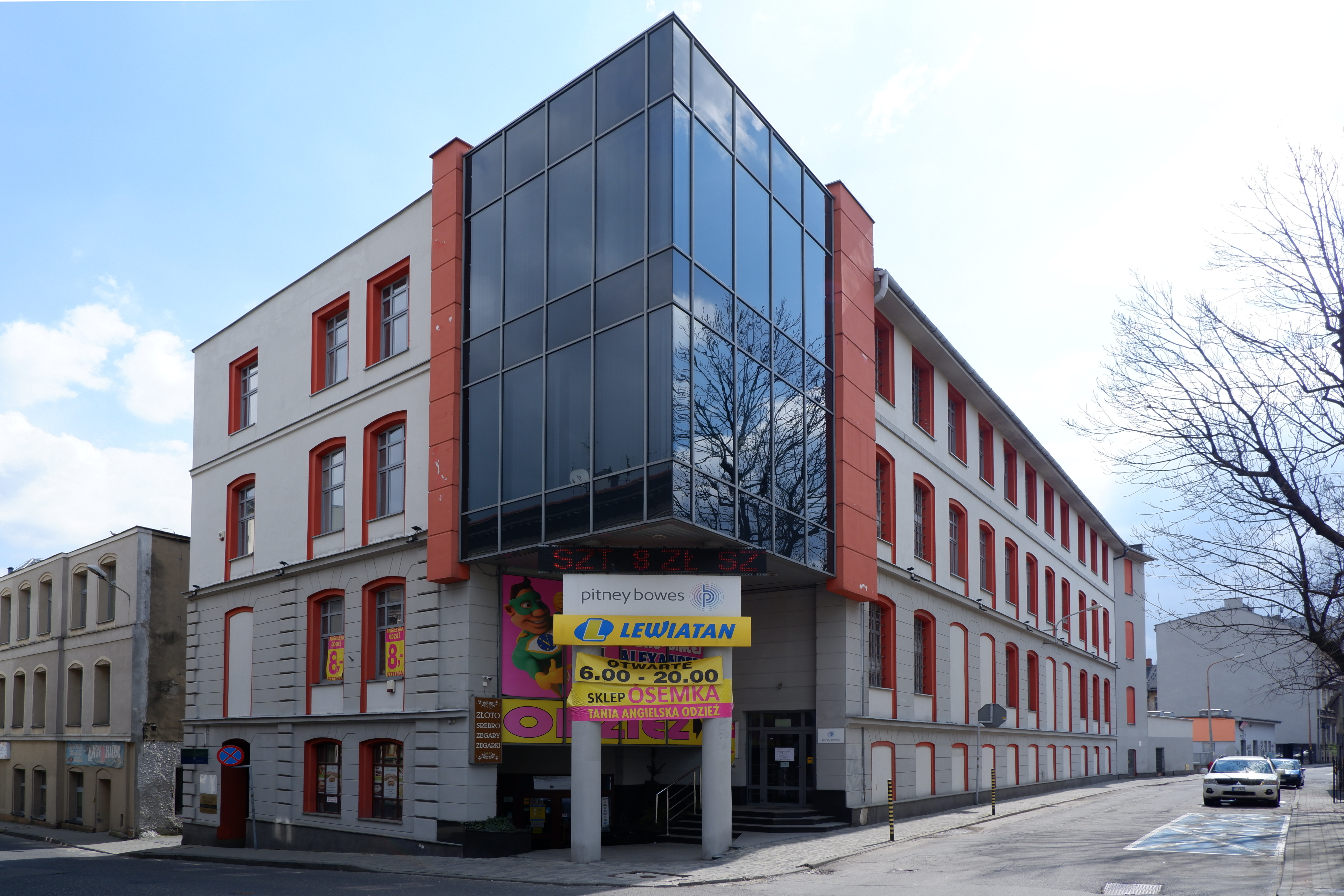
Dawna farbiarnia Geyera
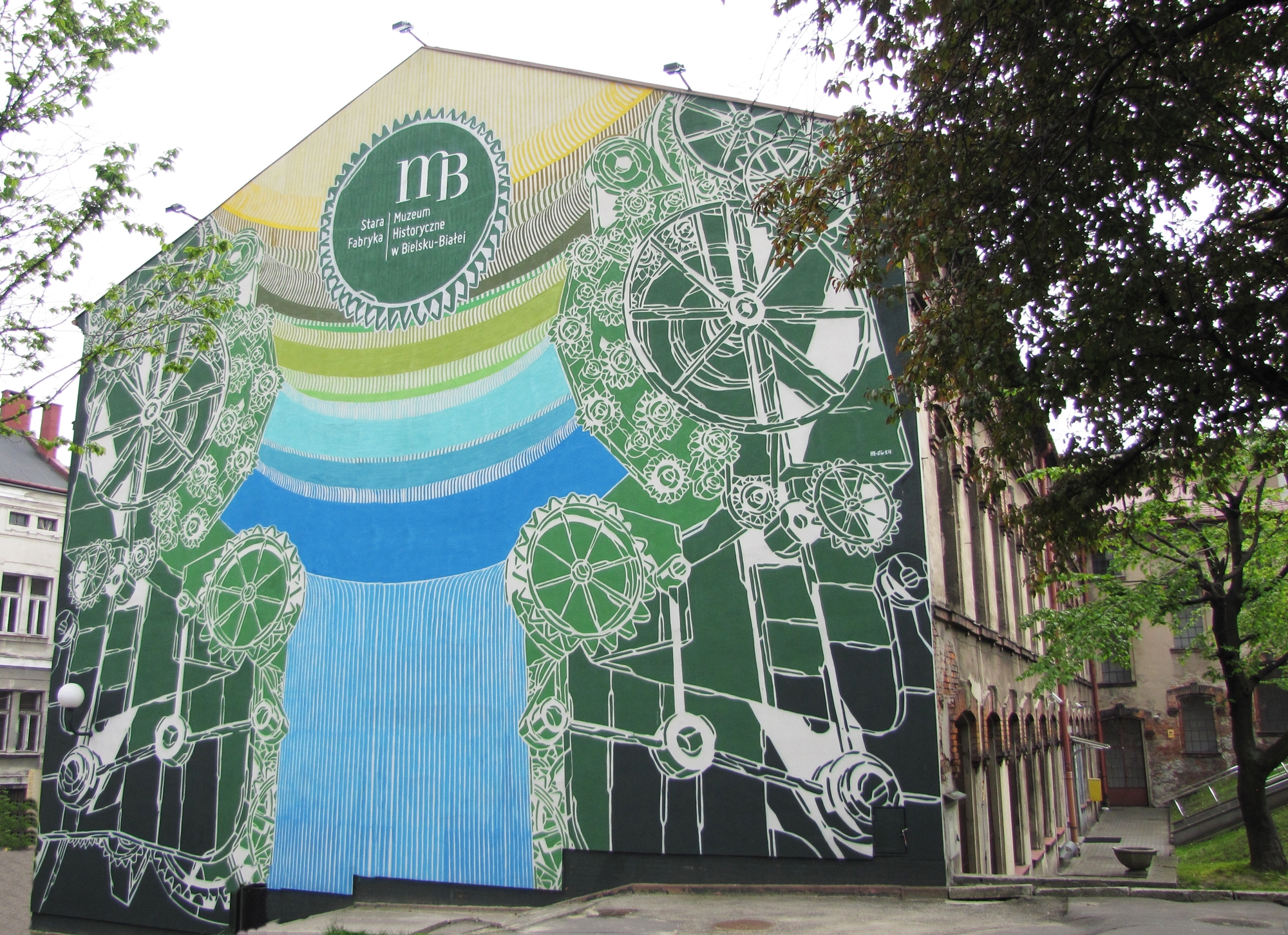
Muzeum Stara Fabryka
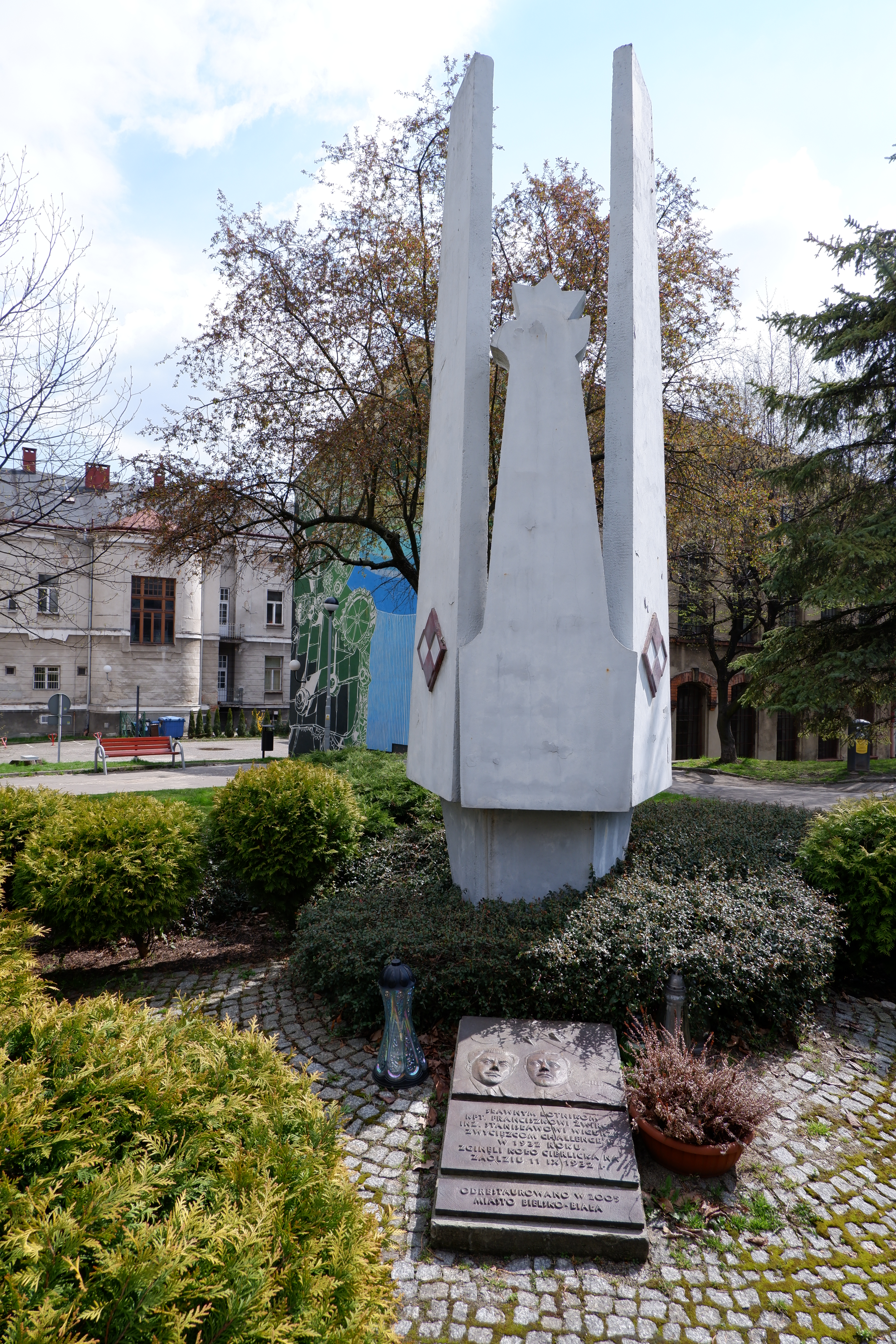
Pomnik Żwirki i Wigury